# Andrew Nabbout
Andrew Nabbout (Melbourne, 17 de dezembro de 1992) é um futebolista australiano que joga pelo Melbourne City.

## Carreira
Andrew Nabbout começou a carreira no Melbourne Victory.[carece de fontes?]

## Seleção
Foi convocado para defender a Seleção Australiana de Futebol na Copa do Mundo de 2018.

## Títulos
Melbourne Victory
- A-League: 2014–15[carece de fontes?]

Urawa Red Diamonds
- Copa do Imperador: 2018[carece de fontes?]